# Dekanat Łaskarzew
Dekanat Łaskarzew – jeden z 25 dekanatów w rzymskokatolickiej diecezji siedleckiej.

## Parafie
W skład dekanatu wchodzi 8 parafii.
- parafia Trójcy Świętej – Gończyce
- parafia św. Bartłomieja Apostoła – Korytnica
- parafia Podwyższenia Krzyża Świętego – Łaskarzew
- parafia Wniebowzięcia NMP – Maciejowice
- parafia św. Jadwigi Śląskiej – Samogoszcz
- parafia Świętej Rodziny i św. Apostołów Piotra i Pawła – Sobolew
- parafia Wniebowzięcia NMP – Wróble-Wargocin
- parafia św. Antoniego – Życzyn

Według danych zgromadzonych przez Kurię Diecezji Siedleckiej dekanat liczy 31755 wiernych.

## Sąsiednie dekanaty
Garwolin, Głowaczów (diec. radomska), Kozienice (diec. radomska), Osieck, Ryki, Żelechów